# Fuerza Aérea Salvadoreña
La Fuerza Aérea Salvadoreña (FAS) es una rama permanente de la Fuerza Armada que constituye un gran escalón de encuadramiento, preparación y empleo. Está compuesto por el Cuartel General, Bases Aéreas e instalaciones con los medios y servicios necesarios para la ejecución de misiones de carácter aéreo. El mando es ejercido por el jefe del Estado Mayor General de la Fuerza Aérea y está organizado en dos Brigadas Aéreas, contando con dos Bases Aéreas, cuya jurisdicción comprende todo el espacio aéreo nacional. Su lema es "A la hora y en cualquier lugar".

## Misión
Defender la soberanía del Estado y la integridad del espacio aéreo nacional, apoyando a las fuerzas de superficie en el cumplimiento de sus respectivas misiones, prestando auxilio en caso de desastre nacional, colaborar con obras de beneficio público y excepcionalmente coadyuvar al mantenimiento de la paz interna.

## Historia de la FAS
El 20 de marzo de 1923,  el presidente  de la República, Dr. Alfonso Quiñones Molina, decretó la creación de la "Flotilla Aérea Salvadoreña" que posteriormente,  sería llamada "Fuerza Aérea Salvadoreña ". Asimismo, se redacta y emite  el Reglamento para la aviación civil el 19 de mayo de 1923. El primer curso militar de aviación se desarrolló el 27 de junio de 1923.
- Primera Misión militar a la República de Guatemala, 15 de septiembre de 1925

### Primeros pilotos salvadoreños
- Teniente Eduardo Perdomo, (EUA) 24 de agosto de 1924
- Capitán Jacinto Bondanza, 24 de noviembre de 1924
- Capitán César Dárdano, diciembre 1924
- Sargento Hermán Barón, 27 de octubre de 1925
- Sargento Julio Sosa, 27 de octubre de 1925Breguet 14A similar a los usados por la FAS durante 1926

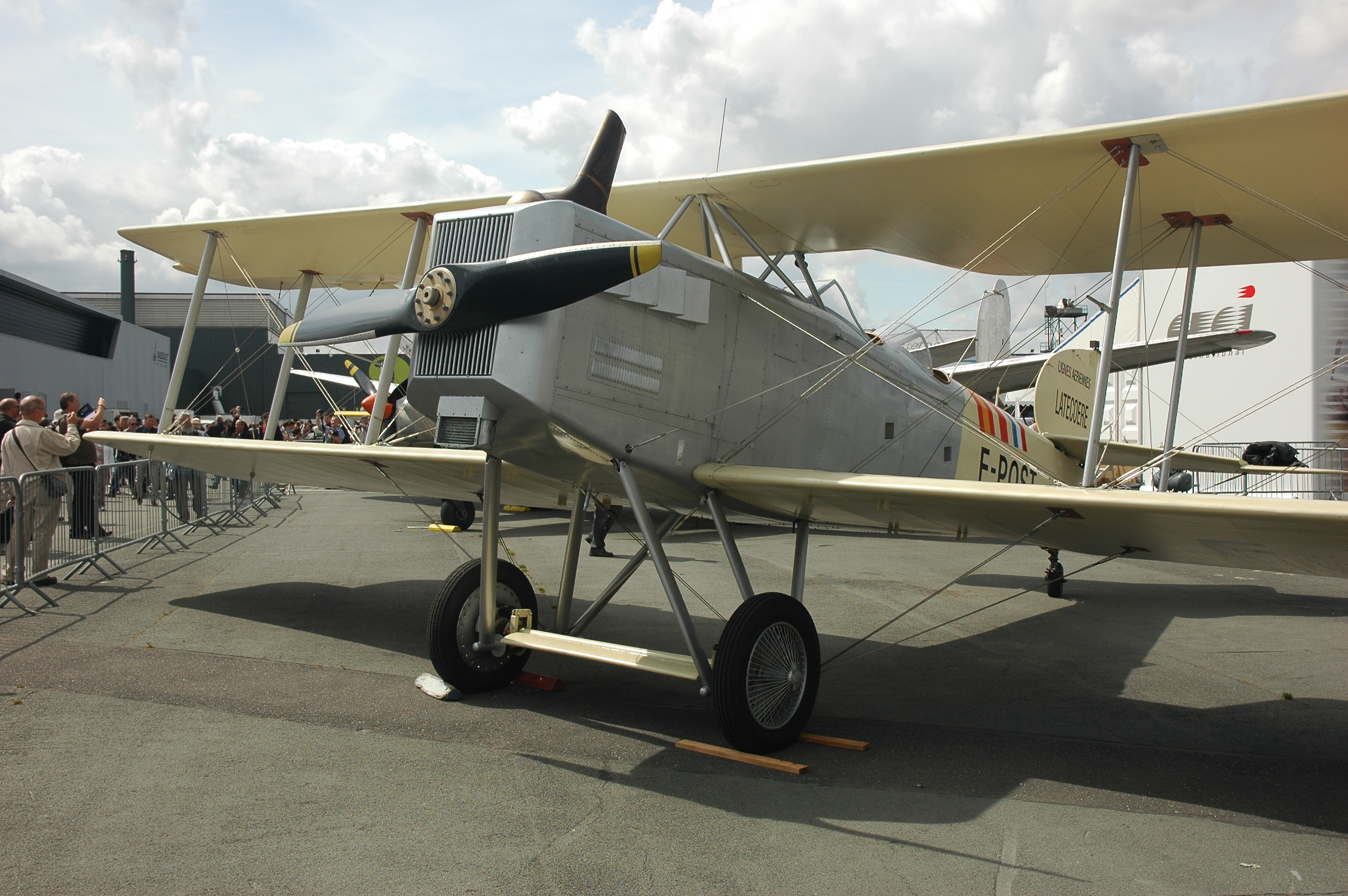
Breguet 14A similar a los usados por la FAS durante 1926

### Aviones para la FAS 11 de enero de 1926
- 5 Aviones Hanriot 320 Et (S/N: 1001 al 1005)
- 1 Avión  Breguet 14 (n.º/sre. 2190)
- Flota total de aviones: 14

La aviación queda anexa a la Secretaría de Estado en los despachos de guerra de la marina el 2 de marzo de 1924.
Se gradúan nuevos pilotos: sargento Daniel Cañas Infante, sargento Benjamín Loucel y sargento Miguel A. Velado el 24  de marzo de 1928. La fundación del club salvadoreño y de aviación civil y reserva (AEROCLUB) sucedió el 4 de diciembre de 1929, luego la apertura del correo aéreo internacional en enero de 1930. Durante la rebelión campesina de 22 de enero de 1932, suceden varias misiones de reconocimiento, ametrallamiento y bombardeo sobre la zona occidental del país. Se emite una nueva Ley de Ascensos Militares el 23 de julio de 1932. El 16 de agosto de 1933 la FAS adquiere los aparatos Curtiss-Wright CW-14 Osprey . Las movilizaciones de la FAS son requeridas durante las inundaciones en 1934. Nueva organización de la Fuerza Aérea el 13 de septiembre de 1936. La FAS adquiere los entrenadores Fairchild PT-19 en noviembre de 1939 y cuatro aviones de ataque Caproni AP.1

### Pilotos graduados 1930 a 1940
- Francisco A. Ponce, Miguel Hernández, Héctor Castañeda, Raúl Paniagua Araujo, Mario Ernesto Villacorta, Horacio Melara, Manuel Martínez, Carlos Gavidia, Manuel Quijano Hernández y Víctor Alfredo Lara.

Época de un mejor desarrollo de la FAS fueron en los años 1942 a 1944. Son adquiridas las aeronaves Taylorcarft, Stinson, Piper, Luscombe 8 Silvaire, Vultee BT-13 Valiant , Fairchild PT-19B Y North American AT-6C/D, AT-6D utilizados en patrullas costeras durante la Segunda Guerra Mundial.

### Revolución del 2 de abril de 1944
Época de receso para la FAS (1944-1948) debido a su participación en los Golpes de Estado, luego sucedió la Misión FAS-USAF  de 1949; se adquieren dos C-47 (R4D-1) y doce Vultee BT-13 Valiant, la FAS adquiere más equipo aéreo entre 1950 y 1960.  Luego compra los modelos Beechcraft T-34 Mentor, Cessna 170, 180 y182 entre 1952-1955, seguidamente refuerza más su potencial obteniendo veinte Chance Vought FG-1D, Corsair en mayo de 1957 y cinco North American AT-6G-SNJ. Se organiza la primera escuadrilla acrobática de la FAS, conformándose con cinco aviones FG Corsair, a finales de la década de los años 1950 al 1960. Entre los años 1960 y 1968 la FAS adquiere el siguiente material aéreo: cinco Douglas C-47D , cinco  Cessna U-17A , cuatro Cessna T-41A, un T-41C, un  Douglas DC-4M, seis Cavalier F-51 Mustang II y un Douglas DC-6B.

## Estado actual de la FAS
La Fuerza Aérea Salvadoreña está conformada por:

### Escuadrón de Helicópteros
La Fuerza Aérea Salvadoreña adquirió sus dos primeros helicópteros Fairchild-Hiller FH-1100 en julio y noviembre de 1969, año de la "Guerra de las 100 horas" librada contra Honduras. En la década de los años ´70, se adquirieron helicópteros SA-315B "Lama" y SA-316B "Alouette III" de fabricación francesa, usados por el presidente de la República, coronel Arturo Armando Molina en su programa de "Gobierno Móvil".
El año de 1980, se iniciaba con un clima de gran incertidumbre social e inestabilidad política, como consecuencia directa del cuartelazo del 15 de octubre de 1979, así como también, por las acciones que a diario efectuaban los grupos subversivos, que más tarde formaron el Frente Farabundo Martí para la Liberación Nacional (FMLN). La inseguridad jurídica e inestabilidad social, producto del desgobierno, ayudó mucho para que los grupos izquierdistas financiados por la cortina de hierro, tuvieran el ambiente ideal para implantar su escalada ola de violencia.
Al iniciarse la "Campaña Militar 1980-1992" y ante el incremento de las operaciones de contrainsurgencia, la FAS inició misiones de apoyo a las unidades de infantería con una flota de helicópteros Lama y Alouette bastante limitada. A estas aeronaves, se les efectuaron modificaciones para poder utilizarlas como plataformas de apoyo de fuego aéreo estrecho y bombardeo. A los helicópteros Alouette, se les instaló en el lado posterior derecho una ametralladora calibre 7.62 mm de las usadas por el avión CM-170 Fouga Magister; de igual manera, a los helicópteros Lama se les adaptó cuatro portabombas de avión P-51D Mustang, para lanzar bombas de 100 o de 250 libras. Este último helicóptero, fue llamado por los terroristas del FMLN como el "hueso", debido a la forma peculiar de su botalón de cola. La primera misión de bombardeo por un helicóptero (Lama N.º 14) en el país se llevó a cabo a finales de 1980 en el área general de Arcatao, Chalatenango, en apoyo a una de las primeras operaciones del Batallón de Paracaidistas en esa zona.
Después de la ofensiva final del 10 de enero de 1981, los Estados Unidos reanudó la ayuda militar, la cual había sido suspendida por las constantes denuncias de violación a los derechos humanos. Dentro de esta ayuda, la FAS se vio fortalecida el 18 de enero de 1981 con la adquisición de 10 helicópteros Bell UH-1H. él UH-1H se convirtió en el medio aéreo adecuado para la guerra subversiva que se libraba en las montañas del territorio salvadoreño, además de mejorarse considerablemente todas las operaciones en el ámbito nacional. El uso de helicópteros proporcionó una rápida dispersión y concentración de fuerzas en el lugar y tiempo crítica, influyendo así en la situación táctica y de igual manera, la rápida extracción de las mismas, para ser empleadas en un área diferente cuando fue necesario.
El 27 de enero de 1982, fuerzas especiales del ERP, uno de los grupos terroristas que componían el FMLN, dio un golpe de mano a la FAS al destruir, a través de cargas explosivas colocadas en las aeronaves, más de la mitad de su flota estacionada en la base aérea militar de Ilopango. Este en realidad, no fue más que un golpe propagandístico, ya que posteriormente se incrementó la cantidad y calidad del material aéreo de la Fuerza Aérea, comenzando así un proceso de aplicación más efectiva en la lucha contra el FMLN.
De 1982 a 1983, la FAS sufre un período de transición buscando formas de lucha más acorde a los planes generales de contrainsurgencia, se incrementó el número de medios aéreos, de igual manera, también se incrementó el número de pilotos dentro del Grupo de Combate, que aún mantenía su antigua estructura. Por esta época, los pilotos volaban todas las aeronaves existentes en el inventario de la FAS, no teniendo una especialidad definida, es decir, ala fija o ala rotativa. Es a partir de 1982 que se vuelve a reestructurar el Grupo de Combate, quedando integrado por los escuadrones de helicópteros, caza y bombardeo y transporte.
El Escuadrón de Helicópteros nace oficialmente el 13 de octubre de 1982, fecha en que fallecieron el subteniente David Antonio Arcia Acuña y el cadete Rubén Walter Orellana Gallegos en accidente aéreo en el cantón y caserío Las Peñas, Chalatenango, cuando el helicóptero UH-1H N.º 264 le falló el motor en el momento que realizaba una evacuación de soldados heridos del Batallón Cayahuanca del Destacamento Militar N.° 1, convirtiéndose de esta manera en los primeros pilotos de helicópteros fallecidos en cumplimiento del deber.
Para 1983, el FMLN se había convertido en una fuerza guerrillera con magnitud y características de fuerzas regulares o convencionales, esto fue logrado debido al proceso de acumulación de fuerzas iniciado en años anteriores y es en esta etapa, entraron en escena el Batallón de Paracaidistas y el Grupo de Operaciones Especiales, los cuales eran movilizados hasta en 15 o más helicópteros. El desembarco de grandes unidades con un apoyo de fuego aéreo estrecho que acompañaba el avance de las unidades desembarcadas se constituyó en la modalidad operativa de la FAS a partir de ese momento.
Dentro del plan de ayuda militar de los EE. UU. estaba un programa de entrenamiento para formar pilotos instructores de helicóptero a pilotos salvadoreños, a este programa, siguió otro, de vuelo nocturno y visores nocturnos, utilizándose inicialmente el visor nocturno AN/PVS-5 Full Face.
El entrenamiento de los pilotos tenía que efectuarse en forma acelerada e incompleta para poder satisfacer las necesidades operacionales de la FAS, por lo tanto, fue diseñado un curso para copilotos en Fuerte Rucker, Alabama, EE. UU., el cual tenía una duración de tres meses y 75 horas de vuelo de entrenamiento en el UH-1H, posteriormente, fue diseñado otro curso de cinco meses de duración y 130 horas de vuelo, este curso tuvo mejores resultados operacionales debido a la preparación de sus pilotos. Estos cursos estuvieron bajo la responsabilidad de un destacamento en la rama de aviación del Comando Sur del Ejército de los EE. UU. (SOUTHCOM) en aquel entonces, en la actualidad bajo la Escuela de las Américas en la rama de aviación, siempre en Fuerte Rucker, Alabama, EE. UU..
El accidente ocurrido el 19 de febrero de 1984, en donde la cantidad de helicópteros utilizados en la operación, dificultó la maniobrabilidad de los pilotos ante el fuego antiaéreo montado por unidades del ERP que repelieron el ataque de la FAS, permitió el cambio definitivo de operar con las unidades aerotransportadas.
Una de las acciones que vino a darle un gran giro a la guerra, fue la recuperación que hizo la FAS de las instalaciones de la presa hidroeléctrica del "Cerrón Grande" el 28 de junio de 1984. Es a partir de esta batalla que se implementa el desembarco de pequeñas unidades en la retaguardia o sobre el mismo enemigo.
Con el uso de visores nocturnos, se creó un grupo especial llamado "Equipo Nocturno" formado por un pequeño grupo de pilotos que realizaban misiones de búsqueda y exterminio de reductos subversivos durante la noche.
Con el transcurso del tiempo las tácticas cambiaron nuevamente y ante la ausencia de un helicóptero de ataque, se instaló en helicópteros UH-1H un sistema de coheteras de 2.75 pulgadas, naciendo en este momento el "concepto de búsqueda y destrucción de reductos terroristas a baja altura". Esta táctica involucró un helicóptero Hughes-500 y dos UH-1H con coheteras. El Hughes-500 realizaba vuelo a baja altura para detectar las posiciones del enemigo y al descubrirlas marcaba la zona con una granada de humo, seguidamente los helicópteros "coheteros" ablandaban las posiciones, para que luego se efectuara un desembarco de tres o cinco helicópteros con tropa del Batallón de Paracaidistas.
Este tipo de misión fue desarrollado con mucho éxito, prueba de ello fue la captura de la comandante Nidia Díaz, en La Angostura caserío del cantón Cerros de San Pedro, San Esteban Catarina, departamento de San Vicente, el 22 de abril de 1985.
Con la llegada del helicóptero Bell UH-1M e incremento en el inventario de los Hughes-500 con el modelo E, mejoró considerablemente la operatividad, como escolta armada durante los desembarcos de tropa, así como al brindar apoyo de fuego aéreo estrecho a unidades terrestres, esta modalidad del empleo del poder aéreo logró desequilibrar considerablemente el modo de operar del FMLN.
En los años subsiguientes, el Escuadrón de Helicópteros perfeccionó esta táctica logrando desmantelar campamentos y profundizar más la dispersión del FMLN, donde jugaron un papel especial las patrullas de reconocimiento de alcance largo (PRAL) del GOE, que eran transportadas a cualquier parte del país tanto de día como de noche.
En febrero de 1986, de acuerdo a la nueva organización de la FAS, el Escuadrón de Helicópteros pasó a ser Grupo de Helicópteros, formado por dos escuadrones de asalto y uno de ataque
El 11 de noviembre de 1989, el FMLN desencadenó el más sangriento ataque que conoció el país sobre la población civil. La ofensiva llamada "Ofensiva hasta el tope; Febe Elizabeth vive", dejó nada más un saldo de muerte, dolor y destrucción.
La ofensiva fue lanzada después de la segunda reunión de diálogo sostenida entre el Gobierno y el FMLN, en Moravia, Costa Rica, los días 16, 17 y 18 de octubre.
Durante los combates de noviembre, el FMLN se escudó en la población civil, la cual les negó todo su apoyo.
A pesar de todo esto, el FMLN, pretendió explotar políticamente la visita del Secretario General de la OEA, Joao Baena Soares, para lo cual lanzó un ataque en contra de las instalaciones del hotel El Salvador Sheraton, poniendo en peligro la integridad física y las vidas de los huéspedes con el propósito de tomarlo como rehén.
Después de 8 horas, mediante una operación helitransportada, planificada con unidades del Comando Especial Antiterrorista (CEAT) se logró la libertad del doctor Baena Soares.
En agosto de 1990, los tres escuadrones que conformaban el Grupo de Helicópteros adoptaron los nombres de: Arcia Acuña, Cuéllar Aguilar y Duarte Arévalo, en honor a estos pilotos de helicópteros que ofrendaron sus vidas en el cumplimiento del deber.
Con el empleo de misiles tierra-aire por el FMLN durante su ofensiva regional de finales de 1990, las tácticas de vuelo dieron un giro de 180 grados, ya que todas las misiones que anteriormente que se realizaban durante el día, ahora se efectuarían durante la noche usando visores nocturnos (NVG), para evadir el peligro de los misiles ante la ausencia de un sistema que permitiera contrarrestar dicha amenaza.
El vuelo con visores nocturnos, considerado de alto riesgo, fue necesario asumirlo confiando en la habilidad y experiencia de los pilotos. Experiencia que les valió para ser considerados entre los mejores de América.
Otra variante que se incluyó, aunque anteriormente ya había sido usada fue la de equipar a los UH-1H/M con dos bombas de 500 libras, para bombardear posiciones del FMLN durante la noche. Estos helicópteros fueron llamados "Armagedón", un término que se daba en el ocaso de la guerra, allá por 1991.
La primera misión de esta naturaleza se realizó en el departamento de Morazán, durante un abastecimiento nocturno, tomando por sorpresa al enemigo ante una acción de esta magnitud.
A lo largo de la "Campaña Militar 1980-1992", el Grupo de Helicópteros desempeño una gran variedad de misiones en apoyo a las unidades terrestres, proporcionó movimiento aéreo táctico de abastecimientos y equipo de combate dentro del área operacional de la Fuerza Armada, llevando operaciones continuas de día y de noche, durante buenas condiciones de visibilidad y operaciones limitadas con visibilidad reducida.
Al firmarse los Acuerdos de Paz en México, el 16 de enero de 1992, el Grupo de Helicópteros participó en el programa de desminado que la empresa belga IDAS en compañía de la Misión de Observadores de las Naciones Unidas en El Salvador (ONUSAL) realizó en las antiguas zonas conflictivas del país, además, sus aeronaves efectuaron el transporte de las actas y del personal del Tribunal Supremo Electoral desde lugares remotos e inaccesibles, antiguas zonas conflictivas del país a altas horas de la noche y bajo condiciones climatológicas adversas, durante las elecciones presidenciales del 23 de marzo y 20 de abril de 1994.
El Grupo de Helicópteros, participó el 9 de agosto de 1995, en las operaciones de rescate de las víctimas del avión Boeing 737-200 vuelo 901 de Aviateca, cuando éste se estrelló contra el volcán de San Vicente, en el peor desastre aéreo en la historia de El Salvador.
En cumplimiento con el sistema de modernización, enmarcado en el Plan Arce 2000 y para un mejor funcionamiento, se estableció una nueva organización, la cual enmarcó la creación, reestructuración y activación de algunas unidades, secciones y grupos, fue así como el Grupo de Helicópteros pasó nuevamente a llamarse Escuadrón de Helicópteros.

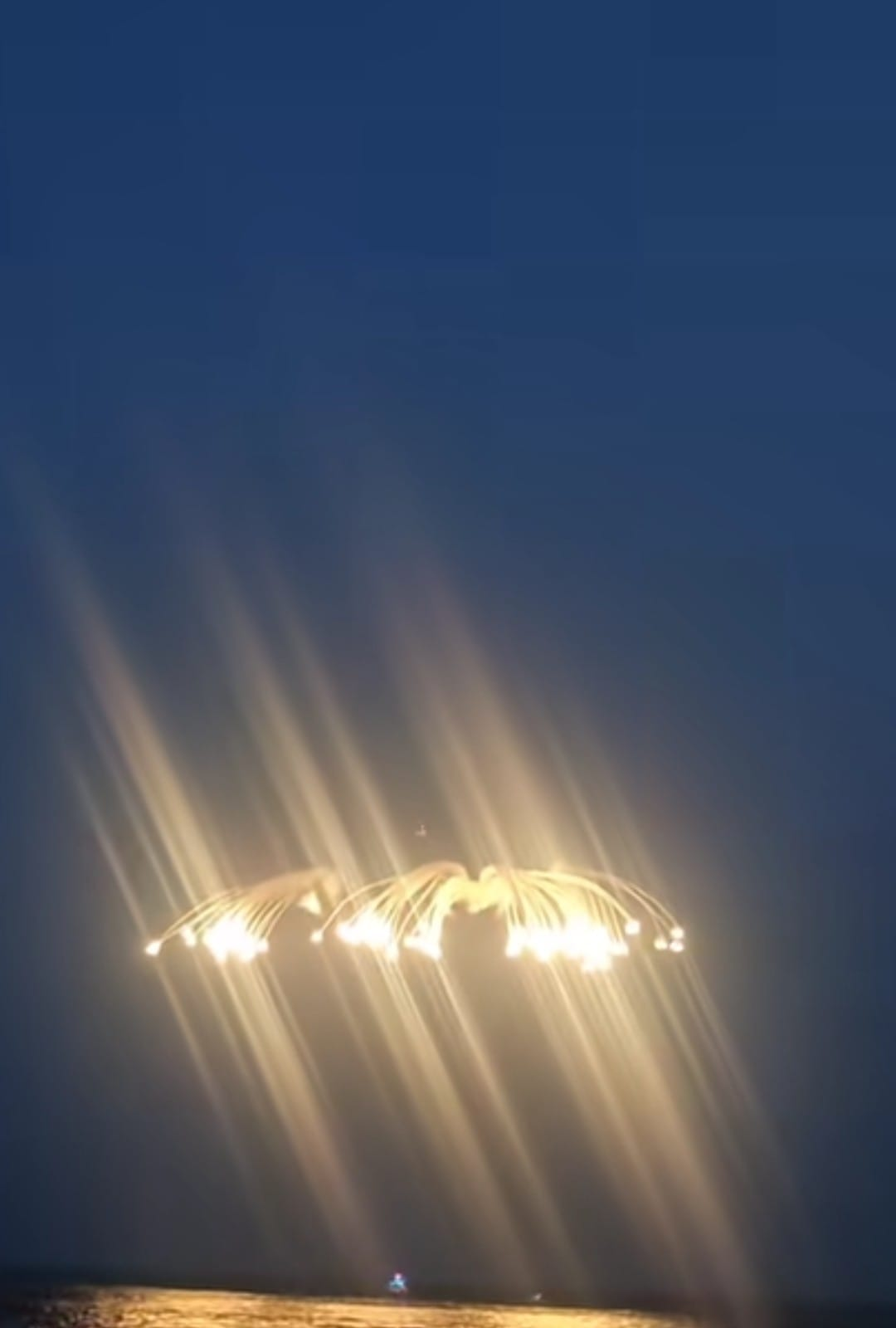
UH-1H con bengalas (2024)

El 31 de octubre de 1998, la tormenta tropical Mitch legó a El Salvador, causando destrucción y muerte. La FAS puso a disposición del Comité de Emergencia Nacional una flota de 22 helicópteros para llevar a cabo las operaciones de rescate en las áreas más dañadas del país; donde los pilotos de helicóptero pusieron nuevamente a prueba su coraje y profesionalismo al operar estas aeronaves bajo condiciones meteorológicas adversas. También se transportó ayuda humanitaria a Honduras, país que al igual que Nicaragua sufrieron con mayor embestida el huracán Mitch.

A lo largo de su historia, han sido 45 pilotos del Escuadrón de Helicópteros los que han ofrendado sus vidas en el cumplimiento del deber.

### Escuadrón de Transporte
Los inicios del Grupo de Transporte de la Fuerza Aérea Salvadoreña (FAS) se remontan a 1947, cuando el 30 de octubre, adquirió un avión Beechcraft A-11 Kansan (S/N: 42-37347) bajo el programa ARP (American Republic Project). Este avión era parte un lote de aviones excedentes ubicados en la Zona del Canal de Panamá, pero fue entregado hasta el mes de mayo de 1948, mientras se efectuaba el entrenamiento de sus pilotos y mecánicos.
Tan pronto este avión llegó al país, fue configurado para realizar misiones de bombardero ligero y para transporte VIP, y se le asignó el número FAS No.100. Posteriormente, en 1948 se adquirió un avión Douglas C-47 (S/N: 43-9456) FAS # 101, y otro similar fue adquirido a mediados de 1949, el FAS N.º 102. Ambos fueron comprados en California a las empresas Howard Hughes por la suma de $ 20,000 cada uno.
El bimotor "Douglas C-47", fue considerado por el general Dwight D. Eisenhower "como una de las cuatro armas más significantes de la Segunda Guerra Mundial".
La misión de la Fuerza Aérea de los Estados Unidos de América (USAF), que se había establecido en el país desde 1947 ayudó a estructurar el entrenamiento de los pilotos, se construyeron aulas de clases y ayudas de instrucción, entre las que se encontraba un entrenador de vuelo "Link".
En 1950, con el asesoramiento de la misión de la USAF, se envió por primera vez a un grupo de mecánicos hacia la Base Aérea de Albrook, en la Zona del Canal de Panamá, para que realizaran cursos especializados en el mantenimiento de aeronaves.
Para finales 1951 la mayor parte de la flota de aeronaves de la FAS se encontraba en pobres condiciones y el inclemente tiempo meteorológico empeoraba sus condiciones; además de que los hangares eran insuficientes para albergarlas. El único avión que se encontraba en excelente estado era el C-47 FAS # 102, utilizado únicamente para misiones presidenciales.
La FAS tuvo que esperar muchos años para poder adquirir otro avión de transporte, y fue hasta abril de 1963 que el Douglas C-47D FAS No. 103 llegó al país, bajo el programa MAP (Military Asistance Program), adicionalmente, fueron entregados en junio de 1965 cinco Cessna U-17A y cuatro T-41A, estos últimos entregados en julio de 1965.
De los cinco aviones U-17A, cuatro fueron asignados al Escuadrón de Transporte, y el quinto, fue asignado al primer equipo de medicina preventiva para cumplir con misiones de ambulancia aérea. Posteriormente, estos y otros aviones livianos formaron el Escuadrón de Reconocimiento y estaban pintados en colores azul y blanco, pero mantuvieron las matrículas estadounidense como números de cola.
A mediados de 1967 se adquirieron tres aviones C-47 (FAS N.º 104, 105 y 106) comprados a fuentes civiles y en septiembre del mismo año, se adquirió bajo el programa MAP el C-47 FAS N.º 107. Posteriormente se compró un Canadair DC-4M y adicionalmente en 1968, un T-41C.
La situación política se tornó intolerable y el 14 de julio de 1969, la FAS atacó por sorpresa objetivos hondureños. La "Guerra de las 100" había comenzado.
La organización de la FAS estaba compuesta por un Grupo de Combate, que estaba formado por: un Escuadrón Caza y Bombardeo, integrado por dos escuadrilla 1 y 2 (con F-51 y FG-1D, respectivamente); un Escuadrón de Transporte que incluía a las escuadrillas 3 y 4 (con C-47 y U-17); y finalmente por un Escuadrón de Reconocimiento, formado por las escuadrillas 5 y 6. Otras unidades orgánicas eran la Compañía de Paracaidistas, el Grupo MART (Mantenimiento, Radio-Comunicaciones y Transporte), el Escuadrón de Seguridad de la Base y un Escuadrón de Apoyo y Servicio de Combate.
Durante la guerra, la FAS utilizó los C-47 como plataforma de bombardeo, al adaptárseles un sistema de rieles en el compartimiento de carga para lanzar bombas de 100 libras sobre los objetivos enemigos.
Al terminar la guerra, la FAS comienza a realizar la transición del avión de pistón por el turborreactor.
Entre 1973 y 1975, se compraron a Israel cuatro IAI-201 Arava. Adicionalmente, en julio de 1974 de adquirieron 8 aviones C-47.
En diciembre de 1976, se adquirió un Douglas DC-6B y en noviembre del año siguiente otro, junto con tres T-41D.
Este año se compra a Francia 18 aviones Socata Rally 235-GTA.
En junio de 1979 se estableció un puente aéreo entre el aeropuerto "Las Mercedes" de Managua y el de "Ilopango" en San Salvador, con el objeto de enviar ayuda humanitaria para los damnificados de la guerra civil y a la vez evacuar a los salvadoreños que deseen salir de Nicaragua, para el cual se emplearon aviones Douglas C-47.
El "puente aéreo" fue establecido gracias a la colaboración y acción conjunta del Ministerio de Relaciones Exteriores, Ministerio de Defensa, la Cruz Roja Salvadoreña y la Fuerza Aérea Salvadoreña.
Este "puente aéreo" duró el tiempo durante el cual persistieron los combates en Managua y poco después de la caída del General Anastasio Somoza en julio de 1979.
El 15 de octubre de 1979, un golpe de Estado efectuado por la juventud militar derroca al general Carlos Humberto Romero y en su lugar es implantada una Junta Revolucionaria de Gobierno. En esta misma fecha, asume la Comandancia de la FAS el teniente coronel Juan Rafael Bustillo, quien se desempeñaría como tal durante los próximos diez de años.
El año de 1980, se iniciaba con un clima de gran incertidumbre social e inestabilidad política, como consecuencia directa del cuartelazo del 15 de octubre de 1979, así como también, por las acciones que a diario efectuaban los grupos subversivos, que más tarde formaron el Frente Farabundo Martí para la Liberación Nacional (FMLN).
El 26 de agosto de 1980 se adquirió un avión Merlín III, que se sumó a un Rockwell Commander 114 ya existente.
De 1982 a 1983, la FAS sufre un período de transición buscando formas de lucha más acorde a los planes generales de contrainsurgencia, se incrementó el número de medios aéreos, de igual manera, también se incrementó el número de pilotos dentro del Grupo de Combate, que aún mantenía su antigua estructura. Por esta época, los pilotos volaban todas las aeronaves existentes en el inventario de la FAS, no teniendo una especialidad definida, es decir, ala fija o ala rotativa. Es a partir de 1982 que se vuelve a reestructurar el Grupo de Combate, quedando integrado por los escuadrones de helicópteros, caza y bombardeo y transporte.
A mediados de 1982 se adquirieron dos aviones C-123K (FAS 120 y 121) con capacidad para transportar tropas y carga, hacia la zona oriental del país. Estas aeronaves no poseían sistemas de armas alguno, y ante la ausencia de municiones, se improvisó un sistema para lanzar piedras desde una altura de los 500 a los 2000 pies sobre el terreno. 
Entre 1981 a 1983, el Escuadrón de Transporte realizó misiones de transporte de personal de tropa desde El Salvador hasta la Escuela de Entrenamiento Militar del Ejército de los Estados Unidos, ubicada en Puerto Trujillo, Honduras, con un promedio de 500 soldados por semana.
En diciembre de 1984 se recibieron los primeros dos Douglas AC-47 (FAS 115 Y 116) que contaban con un sistema de armamento de tres ametralladoras 0.50, armonizadas con una mira eléctrica situada en la ventanilla del capitán de nave, adicionalmente contaba en el compartimiento de carga con un sistema de evacuación del humo producido por el accionar de las ametralladoras o en caso de humo por incendio en el interior de la aeronave. También incluía un dispositivo manual de bengalas de iluminación y evasión de misiles (flares y escapes de motores con dispersores de calor). Años antes, a los C-47 se les adaptó un sistema de armamento de dos ametralladoras 0.50 colocadas en la última ventana, anterior a la puerta de carga, al lado izquierdo del fuselaje. Este sistema se complementaba con un rústico conjunto de mira, que consistía de un círculo dibujado en la ventanilla del piloto, el cual se alineaba con una pequeña antena del ala izquierda.
En 1986, de acuerdo a la nueva organización de la FAS, el Escuadrón de Transporte pasó a ser Grupo de Transporte del Ala de Combate.
En 1988 se enviaron hacia los Estados Unidos los primeros dos aviones C-47 (FAS 116 y 118) para ser transformados en aviones DC3-TP67 (AC-47TP) por la Basler Turbo Conversions Inc. de Oshkosh, Wisconsin, cambiando sus motores recíprocos a turbohélice Pratt & Whitney Canada PT6A-67R, realizándose además otras modificaciones menores. Estos aviones fueron recibidos el 19 de agosto de 1990. Dos años más tarde fueron enviados dos aviones más (FAS 117 y 119) los cuales fueron entregados en octubre de 1994.
Durante la "Ofensiva Hasta el Tope, Febe Elizabeth Vive" de noviembre de 1989 y dentro de uno de los ataques lanzados por el FMLN a las instalaciones de la Fuerza Aérea, un avión AC-47 tripulado por el Capitán PA. Walter Edgardo Velásquez Ticas, Teniente PA. Álvarez Lemus, Sgto. Salvador Herrera Rebollo y el Sgto. Edmundo Rodríguez, lograron despegar en completa oscuridad sobre la calle de rodaje "Charlie" bajo el fuego de morteros sobre la base de Ilopango, acto seguido lograron ubicar y neutralizar la posición de las fuerzas del FMLN, situación que fue complementada con el uso de helicópteros artillados.
A lo largo de la "Campaña Militar 1980-1992", el Grupo de Transporte desempeño una gran variedad de misiones en apoyo a las unidades terrestres, proporcionó transporte aéreo de abastecimientos y equipo de combate, transporte de personal y apoyo de fuego aéreo estrecho dentro del área operacional de la Fuerza Armada.
En cumplimiento con el sistema de modernización, enmarcado en el Plan Arce 2000 y para un mejor funcionamiento, se estableció una nueva organización, la cual enmarcó la creación, reestructuración y activación de algunas unidades, secciones y grupos, fue así como el Grupo de Transporte pasó nuevamente a llamarse Escuadrón de Transporte, siendo parte del Grupo de Operaciones Aéreas de la Primera Brigada Aérea.
El 31 de octubre de 1998, la tormenta tropical Mitch legó a El Salvador, causando destrucción y muerte. La FAS puso a disposición del Comité de Emergencia Nacional la flota de aviones C-47 TP para transportar alimentos, ropas, granos básicos, etc., hacia Honduras y Nicaragua, países que resultaron más afectados por el fenómeno tropical.
En la actualidad el Escuadrón de Transporte, se mantiene en constante adiestramiento para el cumplimento de la misión constitucional de la Fuerza Armada y colaborando mayormente en el adiestramiento de las unidades del Comando de Fuerza Especiales.
Los inicios del Grupo de Transporte de la Fuerza Aérea Salvadoreña (FAS) se remontan a 1947 cuando se adquirió por primera vez una aeronave modelo C-47 matrícula FAS 101. En la actualidad el Escuadrón de Transporte, se mantiene en constante adiestramiento para el cumplimento de la misión constitucional de la Fuerza Armada y colaborando mayormente en el adiestramiento de las unidades del Comando de Fuerza Especiales.

### Escuadrón Caza y Bombardeo
Se puede decir que los inicios del Grupo Caza y Bombardero datan desde el inicio de la FAS. Esto debido a que en el inicio de la aviación, las aeronaves usadas fueron aviones caza de la Primera Guerra Mundial.
A los pilotos durante su entrenamiento se les enseñaba las técnicas de ametrallamiento y bombardero, destacándose desde un principio, pilotos como el teniente coronel Juan Ramón Munes, coronel Hernán Barón, mayor Julio Faustino Sosa, mayor Francisco Alberto Ponce, capitán Daniel Cañas Infante, teniente Mario Villacorta y otros buenos pilotos que en forma visionaria lucharon para que la Fuerza Aérea mejorara día con día, ya que en el futuro sería el arma técnica que definiría los conflictos armados.
La primera participación de la aviación de caza en El Salvador fue en enero de 1932 en el occidente del país, donde su participación fue bastante limitada. En 1936 se organiza el primer escuadrón caza, formado por tres patrullas de tres aviones cada una. Tres años después, con la adquisición de una flota de cuatro aviones "Bergamasca Caproni A.P.1", la FAS fue considerada en ese tiempo como la más poderosa de Centroamérica.
Su segunda participación como arma aérea fue durante el conato de insurrección contra el general Hernández Martínez el 2 de abril de 1944, posteriormente, el 10 de junio de 1945 en otro levantamiento armado contra el general Salvador Castaneda Castro; pero es hasta el 14 de julio de 1969 durante la "Guerra de las 100 horas", donde participa con el nombre de Escuadrón Caza y Bombardero del Grupo de Combate.
Terminada la guerra contra Honduras, en 1972 aviones de combate F51D Mustang neutralizan un intento de golpe de Estado al bombardear posiciones rebeldes en el cuartel El Zapote y su última participación la tuvo durante la "Campaña Militar 1980-1992" donde puso en alto el profesionalismo de sus pilotos y el desarrollo técnico y táctico alcanzado por la Fuerza Aérea Salvadoreña.
El Escuadrón Caza y Bombardero nace en 1982, aunque sus orígenes son anteriores a esta fecha y adopta como día oficial de fundación el 4 de diciembre.
En 1986 el Grupo de Combate se transforma en Ala de Combate y el hasta entonces Escuadrón Caza y Bombardero pasa a llamarse Grupo Caza y Bombardero siendo aún su sede la Base Aérea de Ilopango.
En 1988, con la creación de la Base Aérea de Comalapa en San Luis Talpa, La Paz, el Grupo Caza y Bombardero se traslada con todo sus aeronaves y equipos, e inicia operaciones a nivel nacional el 15 de abril de este mismo año, siendo su primer comandante el capitán Ricardo Benjamín Abrego Abrego, quien posteriormente entrega los destinos de esta unidad al capitán Milton Antonio Andrade Cabrera, este último, herido en combate al ser derribado su avión A-37B en San Miguel durante la ofensiva de noviembre de 1989.
El 11 de noviembre de 1989, el FMLN desencadenó el más sangriento ataque que se conoció durante los doce años de terrorismo sobre la población civil. La ofensiva denominada "Ofensiva hasta el Tope, Febe Elizabeth vive", fue lanzada después de la segunda ronda de diálogo realizada por el Gobierno y el FMLN en Costa Rica.
Lamentablemente, para el FMLN, la ofensiva fue lanzada precisamente en el momento en que se derrumbaba el “muro de Berlín” en Alemania, y en el período en que los grandes cambios hacia la democracia ganaban la batalla a la ideología marxista leninista.
En gran medida y militarmente hablando, el FMLN no pudo neutralizar los medios aéreos, incluso no hubo un ataque de gran relevancia a las instalaciones de la FAS, como lo demostró la fracasada incursión del batallón guerrillero “Febe Elizabeth Velásquez” que fue neutralizado en la zona oriental de la capital a varios kilómetros antes de llegar a la base aérea de Ilopango.
Además, el escudamiento que el FMLN hizo en la población civil, como medida de provocación para que la FAS iniciara un bombardeo indiscriminado sobre sus posiciones, de manera que esto sirviera de aliciente insurreccional de las masas, fue totalmente un fracaso. Pero aún con la aparición de los misiles SA-7 y los primeros disparos efectuados reportados, el Grupo Caza y Bombardero operó con niveles selectivos de blancos, demostrando sus pilotos su alto grado de profesionalismo. La ofensiva concluyó con una clara derrota militar para el FMLN.
En cumplimiento con el sistema de modernización, enmarcado en el Plan Arce 2000 y para un mejor funcionamiento, se estableció una nueva organización, la cual enmarcó la creación, reestructuración y activación de algunas unidades, secciones y grupos, fue así como el Grupo Caza y Bombardero pasó nuevamente a llamarse Escuadrón Caza y Bombardero.
Durante la "Campaña Militar 1980-1992", El Escuadrón Caza y Bombardero realizó un gran número de misiones de apoyo a las diferentes unidades de la Fuerza Armada y en la actualidad, su misión principal es mantener la integridad del territorio y la soberanía nacional, así como forjar excelentes pilotos para la defensa de la patria.

### Escuadrilla Cuscatlán
En la FAS, el Grupo de Combate se inicia a finales de 1959 y su primer escuadrilla acrobática estuvo formada por cinco aviones Chance Vought FG-1D, Corsair pintados de azul y blanco. Esta escuadrilla de élite, formada por pilotos sobresalientes, se presentó en festivales  aéreos por toda Centroamérica hasta finales de 1960. La escuadrilla fue creada con el propósito de representar a la FAS durante los desfiles militares u otro tipo de actividades donde fue requerida su presencia y en la cual sus pilotos debían de demostrar mediante el vuelo artístico y preciso, en maniobras a gran velocidad su calidad como pilotos.

### Centro de Educación e Instrucción Militar Aeronáutico(CIMA)
El Centro de Educación e Instrucción Militar Aeronáutico (CIMA) se creó por medio del Decreto 31 del Órgano Ejecutivo de la República de El Salvador, de fecha 16 de julio de 1987; considerando la necesidad de que dentro de la Fuerza Aérea Salvadoreña funcionara un centro especializado de educación e instrucción para la formación profesional de su personal, este está integrado por la Escuela de Aviación Militar (EAM), Escuela Técnica de Aviación Militar (ETAM) y la Escuela de Perfeccionamiento Aeronáutico. 
Batallón de Paracaidistas
Los orígenes del mismo se remontan al año 1963, cuando fue conformada la Compañía de Paracaidistas, por un grupo de oficiales y suboficiales que se graduaron en Estados Unidos y se especializaron en cursos de Ranger, de Plegado y mantenimiento de paracaídas (Rigger) y de maestros de salto y caída libre.
La creación del Batallón de Paracaidistas como tal, fue el resultado de la fusión de 2 Escuadrones Aerotransportados, que eran parte del Grupo de Seguridad de la Base de la Fuerza Aérea Salvadoreña y cuya tarea consistía en la realización de operaciones aeromóviles en apoyo a las Unidades de la Fuerza Armada. En la actualidad este Batallón está adscrito al Comando de Fuerzas Especiales.
Actualmente la Fuerza Aérea Salvadoreña es una de las más robustas de Centroamérica.

## Museo Nacional de Aviación
El Museo es una Institución sin ánimo de lucro que tiene como objetivo la adquisición, custodia y conservación de los bienes muebles e inmuebles que constituyen un patrimonio histórico de la aviación nacional, para conocimiento del público de las más relevantes gestas aeronáuticas. En el museo se incluyen 77 años de historia, lo cual ha contribuido enormemente a declararlo como un patrimonio nacional.
Las zonas de esparcimiento están disponibles en un rango de 5 días a la semana, contando con un aproximado de 6 horas en las cuales el público puede gozar de todos los atractivos. Ubicado en las instalaciones del antiguo Aeropuerto Internacional de Ilopango, el cual posee una superficie de 19,600 m2. Esta colección incluye aeronaves de combate, transporte y entrenamiento, además de helicópteros, de gran significado para el conjunto histórico nacional, manteniéndose intactos, según la época en la cual prestaron servicio.

## Aeronaves en servicio
| Aeronave                  | Imagen                       | Tipo                                              | Variante                     | En servicio                                                          | Origen         | Notas |
| ------------------------- | ---------------------------- | ------------------------------------------------- | ---------------------------- | -------------------------------------------------------------------- | -------------- | --- |
| Aviones de Combate        |                              |                                                   |                              |                                                                      |                | |
| Cessna A-37 Dragonfly     |                              | Ataque a tierra, operaciones de contrainsurgencia | A-37B                        | 15                                                                   | Estados Unidos | Cessna A-37B "Dragón", en servicio, FAS 421, 424, 425, 427, 432, 434, en reserva 3 Cessna OA/A-37B FAS 422, 428, 433. Adicionalmente el 31 de marzo de 2014 se han recibido 12 Cessna OA/A-37B adquiridos a Chile más repuestos mediante un convenio el pasado 31 de octubre de 2013, las 10 aeronaves fueron puestas en condiciones de vuelo y fueron presentadas el 7 de mayo de 2014 durante el acto de celebración del Día del Soldado Salvadoreño, FAS 435, 436, 437, 438, 439, 440, 441, 442, 443, 444, 445, 446; forman parte del Escuadrón Caza y Bombardeo. |
| Aviones de Entrenamiento  |                              |                                                   |                              |                                                                      |                | |
| Cessna T-41 Mescalero     |                              | Entrenador                                        | T-41D                        | 1                                                                    | Estados Unidos | FAS 95, aeronave utilizada para misiones de comunicación y enlace. |
| Cessna 210                |                              | Entrenador                                        | 310                          | 2                                                                    | Estados Unidos | YS-11N, YS-12N aeronaves utilizadas para misiones de enlace y reconocimiento aéreo. |
| ENAER T-35 Pillan         |                              | Entrenador                                        | T-35B                        | 3                                                                    | Chile          | Enaer T-35 Pillan "Azul" EAM/FAS 70,71,72,74, es un modelo de aeronave utilizadas para entrenamiento básico y avanzado en la Escuela de Aviación Militar. Originalmente se operaban 4 pero uno se perdió en un accidente. |
| Socata Rallye 235GT       |                              | Entrenador                                        | Rallye 235GT                 | 2                                                                    | Francia        | Socata Rallye "Águila",dos puestos en servicio a final de diciembre 2013 FAS 61 y 63, almacenados FAS 55, 65, utilizados para repuestos de las aeronaves activas. |
| Cirrus SR22               | Cirrus SR22GTS N794CD vr.jpg | Entrenador                                        | GTS SR22T                    | 2                                                                    | Estados Unidos | Estos aviones serán utilizados para el adiestramiento de pilotos de la Fuerza Aérea. Asimismo, serán utilizados en misiones de reconocimiento, búsqueda y rescate; y apoyo en el combate al narcotráfico. |
| Aviones de Transporte     |                              |                                                   |                              |                                                                      |                | |
| Cessna 208 Caravan        |                              | Transporte táctico y reconocimiento               | Cessna 208B Caravan FENIX700 | 1                                                                    | Estados Unidos | Utilizado para transporte de personal, reconocimiento este avión viene a complementar la flota de transporte de la FAS, se recibió el primero en noviembre de 2023, se espera recibir el segundo en el primer trimestre del 2024. |
| Basler BT-67              |                              | Transporte táctico                                | BT-67 Turbo Basler           | 1                                                                    | Estados Unidos | BT-67 Turbo Basler "Fantasma" FAS 116 ha sido puesto en servicio nuevamente bajo un proyecto de recuperación de aeronaves, se accidentó en septiembre de 2019, FAS 118 almacenado; forman parte del Escuadrón de Transporte. |
| IAI Arava                 |                              | Transporte táctico                                | IAI 202                      | 2                                                                    | Israel         | IAI Arava 202 "Pegaso" FAS 801, 803 en servicio y 802 almacenado; forman parte del Escuadrón de Transporte. |
| Aviones de Reconocimiento |                              |                                                   |                              |                                                                      |                | |
| Cessna O-2 Skymaster      |                              | Reconocimiento                                    | O-2A O-2B                    | 9                                                                    | Estados Unidos | Cessna O-2A/B "Martillo" activos FAS 608, 610, 613, 617, 620, 621, 622, 624, 625. Cessna O-2B activo FAS 624 y Cessna 337G 608, todos activos para misiones de entrenamiento, guerra psicológica, apoyo ligero de fuego; forman parte del Escuadrón Caza y Bombardeo. |
| Rockwell Commander 114    |                              | Reconocimiento                                    | Commander 114                | 1                                                                    | Estados Unidos | FAS 007 en servicio, para misiones de reconocimiento y patrullaje aéreo. Repotenciado en el año 2022. |
| Helicópteros              |                              |                                                   |                              |                                                                      |                | |
| UH-1 Iroquois             |                              | Helicóptero utilitario                            | UH-1H UH-1M                  | 14 UH-1H en servicio. 2 UH-1H en mantenimiento. 1 UH-1M en servicio. | Estados Unidos | UH-1H "Guardián" y UH-1M "Cazador", fueron donados por Estados Unidos como ayuda para combatir a la guerrilla del FMLN durante la guerra civil de El Salvador; forman parte del Escuadrón de Helicópteros. |
| Bell 412                  |                              | Helicóptero utilitario                            | 412EP                        | 4                                                                    | Estados Unidos | Bell 412 "Centella" FAS 002 (VIP), 250, 252, 253 todos en servicio activo; forman parte del Escuadrón de Helicópteros. |
| MD 500                    |                              | Helicóptero utilitario                            | MD 500D MD 500E MD 530F      | 5 3 4 (+8 en pedidos)                                                | Estados Unidos | MD500 "Guardiancillo", en servicio en las siguientes versiones: 5 MD 500D versión antigua adquiridos en 1984: FAS 38, 42, 45, 46, 47; 3 MD 500E adquiridos en el año 2012 como una donación del gobierno de los EUA: FAS 48, 49 y 50 y 4 MD 530F adquiridos en octubre del 2022, como una donación del gobierno de EUA. Forman parte del Escuadrón de Helicópteros. |
| Schweizer 300             |                              | Helicóptero de entrenamiento                      | 300C                         | 4                                                                    | Estados Unidos | Schweizer 300 "Halcón", 3 en servicio (EAM/FAS: 150, 151, 153) y 2 almacenados (EAM/FAS:152, 155). |
| Bell 407                  |                              | Helicóptero utilitario                            | Bell 407                     | 1                                                                    | Estados Unidos | YS-1001N adquirido para uso presidencial. |
| Bell 206                  |                              | Helicóptero utilitario                            | Bell 206L-3 Long Ranger      | 1                                                                    | Estados Unidos | YS-1001-N adquirido para uso presidencial |
| AgustaWestland AW109      |                              | Helicóptero utilitario                            | Leonardo AW-109SP            | 1                                                                    | Italia         | YS-1001N La Fuerza Aérea Salvadoreña compro el AW-109SP para el uso presidencial |
| Drones                    |                              |                                                   |                              |                                                                      |                | |
| RQ-20 Puma                |                              | Vehículo aéreo no tripulado                       | Puma 20-A                    | 8                                                                    | Estados Unidos | Cada sistema militar RQ-20 posee tres vehículos aéreos y dos estaciones terrestres. Este UAV puede funcionar en condiciones climáticas extremas, incluidas temperaturas que oscilan entre -29 a 49 °C y con velocidades de viento de hasta 25 nudos (46 km/h). Es capaz de alcanzar una velocidad máxima reportada de 45 millas por hora. Además de portar una serie de sensores, incluido un zoom óptico de hasta 50 veces, para transmitir vídeo en tiempo real a su instalación terrestre.                                                                        |
| RQ-11 Raven               |                              | Vehículo aéreo no tripulado                       | RQ-11B Raven                 | 11                                                                   | Estados Unidos | El RQ-11B Raven es un vehículo aéreo no tripulado con un alcance de hasta 10 kilómetros, con velocidades máximas de 80 kilómetros por hora, un techo operacional de hasta 150 metros y con una autonomía de hasta 90 minutos. |
| V-30B                     |                              | Vehículo aéreo no tripulado                       | V-30B                        | 2                                                                    | China          | Dron utilizado para el reconocimiento. |
| Municiones                |                              |                                                   |                              |                                                                      |                | |
| FFAR                      |                              | Cohete                                            | Cohete Mk 4 mod 10           | Cantidad desconocida                                                 | Estados Unidos | El Mk 4 Folding-Fin Aerial Rocket (FFAR) (en español: Cohete Aéreo de Aletas Plegables) era un cohete no guiado de 2,75 pulgadas (70 mm) de diámetro comúnmente usada por los A-37B de El Salvador. |
| AIM-9 Sidewinder          |                              | Misil aire-aire                                   | AIM-9 Sidewinder             | Cantidad desconocida                                                 | Estados Unidos | Los A-37B de la Fuerza Aérea Salvadoreña portan los Misiles AIM-9 Sidewinder. Cada A-37 porta al menos dos misiles. Algunos de estos aviones portaban estos misiles en el desfile de independencia del 2015. Además que los A-37B que recibió El Salvador en 2013 llevaban modificaciones para portar estos misiles. |
| Hydra 70                  |                              | Cohetes no guiados                                | Hydra 70                     | cantidad desconocida                                                 | Estados Unidos | Montados en los MD530F. |

## Nómina de jefes de la Fuerza Aérea Salvadoreña
| N.° | Grado    | Nombre                         | Inicio                   | Fin                      |
| --- | -------- | ------------------------------ | ------------------------ | ------------------------ |
| 1   | General  | Carlos Carmona F.              | 20 de febrero de 1924    | 7 de diciembre de 1927   |
| 2   | General  | Antonio Claramount Lucero      | 7 de diciembre de 1927   | 19 de marzo de 1930      |
| 3   | General  | José Trabanino                 | 19 de marzo de 1930      | 8 de diciembre de 1931   |
| 4   | Coronel  | Juan Ramón Munés               | 8 de diciembre de 1931   | 6 de abril de 1944       |
| 5   | Coronel  | Herman Barón                   | 6 de abril de 1944       | 5 de diciembre de 1944   |
| 6   | Cap.Myr. | Francisco A. Ponce             | 5 de diciembre de 1944   | 15 de mayo de 1945       |
| 7   | Coronel  | Herman Barón                   | 15 de mayo de 1945       | 14 de junio de 1945      |
| 8   | General  | Gustavo López C.               | 14 de junio de 1945      | 17 de diciembre de 1948  |
| 9   | Cap.Myr. | Francisco A. Ponce             | 5 de enero de 1949       | 16 de diciembre de 1949  |
| 10  | Coronel  | Herman Barón                   | 16 de diciembre de 1949  | 30 de septiembre de 1950 |
| 11  | Coronel  | Luis Felipe Escobar            | 30 de septiembre de 1950 | 14 de octubre de 1955    |
| 12  | Coronel  | José Velásquez                 | 14 de octubre de 1955    | 28 de octubre de 1960    |
| 13  | Coronel  | Jorge Rovira Pleitez           | 28 de octubre de 1960    | 31 de agosto de 1967     |
| 14  | Coronel  | Salvador Adalberto Henríquez   | 31 de agosto de 1967     | 4 de diciembre de 1971   |
| 15  | Coronel  | Rafael Antonio Herrera         | 4 de diciembre de 1971   | 7 de abril de 1972       |
| 16  | Coronel  | Felipe de Jesús Artiga         | 7 de abril de 1972       | 3 de enero de 1975       |
| 17  | Coronel  | Godofredo Regalado             | 3 de enero de 1975       | 1 de julio de 1979       |
| 18  | Coronel  | Oscar Nelson Bolaños           | 1 de julio de 1979       | 19 de octubre de 1979    |
| 19  | General  | Juan Rafael Bustillo           | 19 de octubre de 1979    | 31 de diciembre de 1989  |
| 20  | General  | Rafael Antonio Villamariona    | 31 de diciembre de 1989  | 1 de mayo de 1991        |
| 21  | Coronel  | Héctor Leonel Lobo Pérez       | 1 de mayo de 1991        | 30 de junio de 1993      |
| 22  | General  | Juan Antonio Martínez Varela   | 30 de junio de 1993      | 30 de junio de 1998      |
| 23  | Coronel  | Milton Antonio Andrade Cabrera | 1 de enero de 1999       | 16 de enero de 2002      |
| 24  | General  | Ricardo Benjamín Abrego Abrego | 1 de febrero de 2002     | 31 de mayo de 2004       |
| 25  | Coronel  | Jorge Enrique Navas López      | 1 de junio de 2004       | 31 de diciembre de 2005  |
| 26  | Coronel  | Salvador Palacios Castillo     | 1 de enero de 2006       | 31 de diciembre de 2008  |
| 27  | Coronel  | Jaime Leonardo Parada González | 1 de enero de 2009       | 31 de diciembre de 2009  |
| 28  | Coronel  | Nelson Edgardo Hernández Díaz  | 1 de enero de 2010       | 31 de mayo de 2011       |
| 29  | Coronel  | Hugo Aristides Angulo Rogel    | 1 de junio de 2011       | 31 de diciembre de 2012  |

## Aeronaves históricas
| Aeronave                    | imagen | en servicio |
| --------------------------- | ------ | ----------- |
| Hanriot HD.320ET2           |        | 1926        |
| Breguet 14A                 |        | 1926        |
| Curtiss-Wright CW-14 Osprey |        | 1936        |
| Fairchild PT-19             |        | 1939        |
| Taylorcraft BC-12D          |        | 1942        |
| Stinson Voyager             |        | 1942        |
| Piper                       |        | 1942        |
| Luscombe 8                  |        | 1943        |
| Vultee BT-13 Valiant        |        | 1943        |
| Beechcraft T-34 Mentor      |        | 1952        |
| Cessna 170                  |        | 1952        |
| Cessna 180                  |        | 1953        |
| Cessna 182                  |        | 1953        |
| Chance Vought F4U Corsair   |        | 1957        |
| U17A                        |        | 1961        |
| Canadair DC-4M              |        | 1962        |
| North American P-51 Mustang |        | 1965        |
| Aérospatiale Alouette II    |        | 1968        |
| Fairchild C-123 Provider    |        | 1983        |
| Fouga Magister              |        | 1975        |
| Douglas DC-6                |        | 1965        |
| Douglas A-26 Invader        |        | 1965        |
| Dassault MD 450 Ouragan     |        | 1975        |